# Шелл-Рок (Айова)
Шелл-Рок (англ. Shell Rock) — місто (англ. city) в США, в окрузі Батлер штату Айова. Населення — 1268 осіб (2020).

## Географія
Шелл-Рок розташований за координатами 42°42′44″ пн. ш. 92°34′54″ зх. д. / 42.71222° пн. ш. 92.58167° зх. д. (42.712345, -92.581658).  За даними Бюро перепису населення США в 2010 році місто мало площу 4,29 км², з яких 4,04 км² — суходіл та 0,25 км² — водойми.

## Демографія
Згідно з переписом 2010 року, у місті мешкало 1296 осіб у 554 домогосподарствах у складі 363 родин. Густота населення становила 302 особи/км².  Було 588 помешкань (137/км²).
Расовий склад населення:
| - 97,5 % — білих - 0,4 % — корінних американців - 0,2 % — азіатів |

До двох чи більше рас належало 1,6 %. Частка іспаномовних становила 1,2 % від усіх жителів.
За віковим діапазоном населення розподілялося таким чином: 21,3 % — особи молодші 18 років, 59,0 % — особи у віці 18—64 років, 19,7 % — особи у віці 65 років та старші. Медіана віку мешканця становила 44,1 року. На 100 осіб жіночої статі у місті припадало 96,1 чоловіків;  на 100 жінок у віці від 18 років та старших — 95,4 чоловіків також старших 18 років.
Середній дохід на одне домашнє господарство  становив 54 637 доларів США (медіана — 50 324), а середній дохід на одну сім'ю — 69 597 доларів (медіана — 65 341). Медіана доходів становила 41 167 доларів для чоловіків та 31 974 долари для жінок. За межею бідності перебувало 9,9 % осіб, у тому числі 14,3 % дітей у віці до 18 років та 7,9 % осіб у віці 65 років та старших.
Цивільне працевлаштоване населення становило 638 осіб. Основні галузі зайнятості: виробництво — 21,0 %, освіта, охорона здоров'я та соціальна допомога — 20,7 %, роздрібна торгівля — 14,6 %, фінанси, страхування та нерухомість — 10,0 %.